# Hearts and Bones
《Hearts and Bones》는 1983년 11월 4일에 발매한 미국의 싱어송라이터 폴 사이먼의 여섯 번째 솔로 스튜디오 음반이다.
이 음반은 원래 《Think Too Much》라고 불릴 예정이었지만, 당시 워너 브라더스 레코드의 사장 모 오스틴은 사이먼에게 《Hearts and Bones》로 바꾸라고 설득했다. 이 음반은 1981년 사이먼 & 가펑클의 《The Concert in Central Park》에서의 콘서트와 1982년~1983년 월드 투어에 이어 작곡되고 녹음되었다. 투어에서 《Think Too Much》를 위한 몇몇 곡들이 미리 공개되었고, 아트 가펑클은 완성된 제품이 완전히 새로운 사이먼 & 가펑클 스튜디오 음반이 될 것이라는 의도로 스튜디오에서 사이먼과 함께 일부 곡들을 작업했다. 가펑클은 프로젝트를 떠났고 사이먼은 그의 보컬을 모두 지우고 솔로 음반으로 작업했다.

## 반응
| 전문가 평가                   | 전문가 평가 |
| 평가 점수                     | 평가 점수   |
| 출처                          | 점수        |
| ----------------------------- | ----------- |
| AllMusic                      | [ 4 ]       |
| The Boston Phoenix            | [ 5 ]       |
| Chicago Tribune               | [ 6 ]       |
| Entertainment Weekly          | B           |
| The Guardian                  | [ 8 ]       |
| PopMatters                    | 8/10        |
| Rolling Stone                 | [ 3 ]       |
| The Rolling Stone Album Guide | [ 10 ]      |
| Uncut                         | [ 11 ]      |
| The Village Voice             | B+          |

이 음반은 전반적으로 상업적으로 실패했다. 올뮤직의 윌리엄 럴만은 회고평에서 《Hearts and Bones》의 "가장 개인적인 노래 모음곡이자 가장 야심찬 곡 중 하나이자 최고 중 하나"라고 평했다. 럴만은 로맨스 주제에 대한 서정적인 처리와 두왑과 로큰롤 뿌리가 현대적 스타일과 조화를 이룬 음악에 찬사를 보냈다. 로버트 크리스트가우는 나중에 이 음반을 "세밀하게 만들어진 막다른 골목"이라고 언급했다.

## 곡 목록
모든 곡들은 폴 사이먼에 의해 작사/작곡하였다.
| #  | 제목                         | 재생 시간 |
| -- | ---------------------------- | --------- |
| 1. | 〈Allergies〉                | 4:37      |
| 2. | 〈Hearts and Bones〉         | 5:37      |
| 3. | 〈When Numbers Get Serious〉 | 3:25      |
| 4. | 〈Think Too Much (b)〉       | 2:44      |
| 5. | 〈Song About the Moon〉      | 4:07      |

| #  | 제목                                                         | 재생 시간 |
| -- | ------------------------------------------------------------ | --------- |
| 1. | 〈Think Too Much (a)〉                                       | 3:05      |
| 2. | 〈Train in the Distance〉                                    | 5:11      |
| 3. | 〈Rene and Georgette Magritte with Their Dog after the War〉 | 3:44      |
| 4. | 〈Cars Are Cars〉                                            | 3:15      |
| 5. | 〈The Late Great Johnny Ace〉                                | 4:45      |